# TRES (分光器)
TRES (Tillinghast Reflector Echelle SpectrographまたはTillinghst Reflection Echelle Spectrograph) とは、2007年からホイップル天文台の1.5m望遠鏡（ティリングハスト反射望遠鏡）で使用されている天体観測用の分光器である。

## 概要
TRESはファイバー供給式のクロス分散エシェル分光器であり、特にスループット（望遠鏡で集められた光のうち、分光器を通過し検出器で情報に変換できる光の割合）を高くすることと、安価に製造することに重点が置かれた設計を持つ。分光器本体の光学レイアウトは同種の装置で広く使用されているホワイトパピル式ではなくダブルパス式と呼ばれる形態を採用している。ホワイトパピル式はダブルパス式よりも設計の自由度が高く高性能化が容易である反面、光学系が複雑になりコスト面で不利になるためである。また、望遠鏡への取り付けはアダプターと光ファイバーを介する方式を採用している。望遠鏡の焦点に直接取り付ける方法では視線速度測定の安定性に問題が生じ、重量面で厳しい制約が発生するためである。コスト面でもファイバー供給式の方が有利と考えられた。
光ファイバーは観測用と背景サブトラクション用のものがペアになっており、これが3組用意されている。背景サブトラクションは観測対象の近くの何もない夜空のスペクトルを同時観測してそれを観測対象のスペクトルと比較することで誤差を低減する。3組のファイバーは太さが異なっており、それぞれ75,100, 150マイクロメートルの直径を持ち、波長分解能はそれぞれR=41,000, 30,000, 20,000を発揮する。最も細い75 μmのファイバーは望遠鏡の視野1.7秒角の部分の光を採り入れる。これはホイップル天文台の典型的なシーイングである1.5秒角に近い。ティリンガースト望遠鏡の素の状態のF値はF10だが、光ファイバーにおける光量損失を最小化するために接続ユニット内のレデューサー光学系によりF値をF6に下げた上でファイバーに入射させる設計になっている。光ファイバーの長さは10mほどである。
観測波長は389–900 nmで、これは光ファイバーの透過波長帯によって決定付けられている。tresは一回の観測でこの波長範囲をカバーできる。ファイバーで入射スリットに導入された光はコリメーターとクロス分散素子を通過してエシェル格子に到達し、そこで折り返して再びクロス分散素子・コリメーターを通過し、入射スリットの横にある検出器に到達するというV字型の経路を経る。これはダブルパス式のエシェル分光器の典型的な設計である。スループットは広い波長範囲で40%を超える。
観測波長の短波長端は、観測上重要となるフラウンホーファーH, K線 (393, 397 nm)をカバーできるように選ばれた。
エシェル回折格子は254x128mmサイズのR2型格子を使用している。ここでRに続く数字はブレーズ角のタンジェントの値を意味し、R2型格子ではブレーズ角はatan2=63.5度になる。回折溝は52.6lpmの密度で刻まれている。このエシェル格子はRichardson grating Lab が製造した規格品で1万5000ドルの価格だった。サイズやブレーズ角の大きい格子を使えば高性能化できるが、コストを勘案してこの格子に決定したという。
クロス分散素子は回折格子ではなく頂角35度の古典的なくさび形分光プリズムを使用している。この方式は嵩張るが回折格子と比べて光量損失が小さく、広い波長域に渡って均質な光量を得ることができ、全体的な光量損失も小さくできる。紫外線域での光量損失を避けるためにプリズムはオハラ社製の高透過率ガラスを使用して製造された（通常の光学ガラスは紫外線域では不透明である）。プリズムの材料となる巨大なガラス塊は7000ドルの費用で特注された。
ダブルパス式とプリズムによるクロス分散を採り入れた簡素な光学設計のコンセプトはマクドナルド天文台で使用されているサンディフォード・エシェル分光器の影響を受けている。ただしサンディフォード分光器は光ファイバーを使用しないカセグレン焦点直付け型の装置であるという点が異なる。
TRESは視線速度の測定のためにヨウ素蒸気セル方式の波長較正システムを備えている。これは光束の経路中にヨウ素蒸気を封入したセルを挿入することで電磁スペクトルにヨウ素の吸収線を付加し、その吸収線の波長を基準に波長較正を行うものである。ヨウ素セルを使用する場合は入射スリットとシャッターの直後の位置に挿入する。
検出器は画素ピッチ13.5 μm、2048×4608画素のCCDを使用している。この検出器は他の観測装置と同型のものを使用し、検出器の読み出し装置もMMT 天文台の観測機器向けに開発されていたものを流用してコストを削減している。
電磁スペクトルはCCDの長方形のフレーム内に完全に収まるようにエシェル格子とクロス分散素子の組み合わせが選ばれており、一回の観測で分光器の透過波長帯全域である380–900 nmを記録できる。TRESの電磁スペクトルの配列は直線的で光量が均質なことが特長である。
TRESは2007年6月1日に天文台に搬入され、同月5-6日の夜にかけてファーストライト観測を行った。その後追加の作業を行い9月26日に正式に観測運用を開始した。

## 1.5m Echelle
1.5m EchelleはTRES以前にティリングハスト望遠鏡で使用されていたエシェル分光器である。Tillinghast Echelle Spectrographや単にThe Echelleとも呼ばれる。1.5m Echelleはクロス分散素子を持たない旧世代のエシェル分光器で、回折光の単一次数しか利用できないため、波長分解能R=20,000と高分散ではあるが一回の観測辺りの波長カバー範囲は数nmに限られていた。標準的な観測設定では波長518.7 nmを中心とした5 nmの範囲のみを記録できた。観測設定を変えれば観測波長は変更できるが、1回あたりの波長カバーが非常に限られるため非能率的であった。電磁スペクトルはただ一本の直線の配列として投影され、検出器は面検出のできるCCDではなく、2×936画素のフォトダイオードアレイのラインセンサーを使用していた。波長較正用のトリウム-アルゴンランプを備えており、1km/sの精度で視線速度を測定することもできた。
1.5m Echelleはクロス分散とエリアセンサーを採り入れたTRESの登場に伴い保管に回され、TRESが使用できなくなった場合にのみ使用される予備の観測装置となっている。